# Любч (Опольське воєводство)
Любч (пол. Lubcz) — село в Польщі, у гміні Ґродкув Бжезького повіту Опольського воєводства.
Населення — 221 особа (2011).

## Демографія
Демографічна структура станом на 31 березня 2011 року:
|          | Загалом | Допрацездатний вік | Працездатний вік | Постпрацездатний вік |
| -------- | ------- | ------------------ | ---------------- | -------------------- |
| Чоловіки | 111     | 19                 | 78               | 14                   |
| Жінки    | 110     | 22                 | 65               | 23                   |
| Разом    | 221     | 41                 | 143              | 37                   |